# Dial
Dial (Mika/Wika) közös francia/német, a második német atmoszférakutató tudományos műhold.

## Küldetés
Pályasíkjában vizsgálni a Nap tevékenységet, a Föld felső rétegeiben az energia részecskék jelenlétét, sűrűségét. Megnevezései Dial/Mika/Wika. Dial – Diamant Allemagne. MIKA – technológiai kapszula (rakéta teljesítmény mérései). Wika – tudományos kapszula.

## Jellemzői
Gyártotta a Deutsche Forschungs- und Versuchsanstalt für Luft- und Raumfahrt (DFVLR), üzemeltette a DFVLR. Megfelelő hordozórakéta hiányában 1969 januárjában a Francia Űrügynökséggel (CNES) együttműködési szerződést kötöttek.
Megnevezései: Wissenschaftliche Kapsel (Wika); Diamant Alleman-Wissenschaftliche Kapsel (Dial-Wika); Kódszáma: SSC 4344. COSPAR: 1970-017A.
1970. március 10-én a Guyana Űrközpont indítóállomásáról egy Diamant–B francia teszt hordozórakéta juttatta magas Föld körüli pályára (HEO = High-Earth Orbit). Az orbitális egység pályája 104,2 perces, 5,4 fokos hajlásszögű, elliptikus pálya perigeuma 310 kilométer, az apogeuma 1638 kilométer volt. Wika műhold tömege 63 kilogramm, Mika műhold tömege 40 kilogramm, elhelyezése a harmadik fokozatban volt, a nagy rakétarezgés következtében meghibásodott.
Egy év (13 hónap állt rendelkezésre a tervezéstől a gyártásig. Tervezett szolgálati idő 29 nap. Műszerei: alpha geocorona (ultraibolya fény) fotométer, impedancia szonda, nagy energiájú részecske detektor, magnetométer, valamint a hordozórakéta teljesítményének mérése. Alakja nyolcszögletű hasáb, teljes magassága 57,8, a hasáb teteje egy 31,5 centiméter átmérőjű hengerben folytatódott. Manőverező képességgel nem rendelkezett. Méréseit azonnal leadta a vevőállomásokra. Az űreszköz felületét napelemek borították, éjszakai (földárnyék) energiaellátását ezüst-cink akkumulátorok biztosították.
1970. május 20-án befejezte aktív szolgálatát. 1978. október 5-én 3130 nap (8,57 év) után belépett a légkörbe és megsemmisült.

## Külső hivatkozások
- Dial. lib.cas.cz. [2013. október 13-i dátummal az eredetiből archiválva]. (Hozzáférés: 2014. január 31.)
- Dial. astronautix.com. (Hozzáférés: 2014. január 31.)
- Dial. astronautix.com. (Hozzáférés: 2014. január 31.)